# Le Souci du père de famille
Le Souci du père de famille (Die Sorge des Hausvaters) est une nouvelle de l'auteur autrichien germanophone Franz Kafka publiée en 1920, dans le recueil de nouvelles Un Médecin de campagne.

## Résumé
Le narrateur, un père de famille, raconte qu'une chose très étrange, qu'il a baptisée « Odradrek », se déplace dans sa maison. Il s'agit d'un petit bobineau de fil en forme d'étoile, avec des fils arrachés en guise de chevaux et des membres en forme de baguettes sur lesquels il peut tenir debout et marcher. Il peut aussi parler.
Cet être erre dans toute la maison, mais s'absente parfois. Il parle peu et on s'adresse à lui comme à un enfant, en raison de sa taille, mais quand il répond, c'est toujours d'une manière adulte. Il n'est pas officiellement déclaré et n'a aucune activité connue par le narrateur. En effet, au grand dam du père de famille, il ne s'adonne à aucun travail, qui, comme tous les hommes, pourrait le nourrir. N'étant pas de chair, il ne peut pas non plus mourir.
Le narrateur ne peut attribuer ni sens ni but à cet objet et l'idée qu'Odradek puisse lui survivre lui fait mal.

## Analyse
Le nom de l'objet n'est ni allemand, ni tchèque et ne signifie rien dans les langues slaves mais Odra est le nom slave du fleuve Oder et …ek est un diminutif comme Vašek pour Vaclav (Ladislas) ou Jiříček pour Jiří (Georges). « Odradek » pourrait provenir d'une contraction des lieux de naissance respectifs des parents de Kafka : sa mère est née à Podiebrad et son père à Velký Osek. L'Odradek a un domicile indéterminé. C'est aussi une critique du couple hétérogène formé par ses deux parents, son père impulsif et polémique, sa mère douce et tolérante. Tout comme l'objet, ce couple n'aurait alors « aucun sens ».
L'Odradek pourrait aussi symboliser la judéité, thème cher à Kafka. Sa forme en étoile peut évoquer l'étoile de David. De plus, son rôle semble être de faire un lien entre un monde passé et un monde nouveau puisqu'il n'est pas mortel.

## Influences
Une maison d'édition, un magazine, un label et un webcomic portent le nom de la créature inventée par Kafka.
Dans le jeu vidéo Death Stranding, l'odradek est un appareil accroché a l'épaule de différents personnages et notamment de Sam.